# Begroting van de Europese Unie
De begroting van de Europese Unie wordt gebruikt voor het financieren van het beleid van de Europese Unie. In 2022 bedroeg de begroting zo'n €170,6 miljard.

## Inkomsten
De EU haalt zijn inkomsten uit vier bronnen:
1. Traditionele eigen middelen (14,7%), waaronder invoerrechten;
2. BTW-gebaseerde middelen (12,2%), zijnde een percentage van de BTW-inkomsten van de lidstaten;
3. BNI-gebaseerde middelen (56,1%), zijnde een percentage (circa 0,7%) van het bruto nationaal inkomen (BNI) van elke lidstaat;
4. Andere inkomsten (12,4%).

## Uitgaven

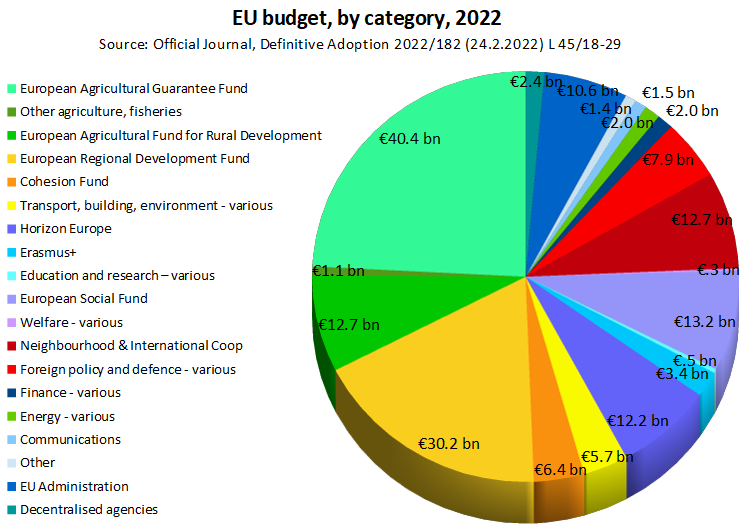

De begroting van de EU in 2022 was zo'n 170 miljard euro:
- € 54 miljard subsidies voor landbouw;
- € 42 miljard voor vervoer, gebouwen en milieu;
- € 16 miljard on onderwijs en onderzoek;
- € 13 miljard voor welzijn;
- € 20 miljard voor buitenlands en veiligheidsbeleid;
- € 2 miljard voor financiën;
- € 2 miljard voor energie;
- € 1,5 miljard voor communicatie;
- € 13 miljard voor administratie.